# دوريس ليزلي
دوريس ليزلي (بالإنجليزية: Doris Leslie)‏ (9 مارس 1891 - 30 مايو 1982)؛ كاتِبة وروائية أمريكية.

## روابط خارجية
- دوريس ليزلي على موقع IMDb (الإنجليزية)